# Karl-Erik Palmér
Karl-Erik Palmér (ur. 17 kwietnia 1929 w Malmö, zm. 2 lutego 2015 tamże) – szwedzki piłkarz, napastnik. Brązowy medalista MŚ 50. Obdarzany przydomkiem Calle. Ojciec innego piłkarza, Andersa Palméra.
W Allsvenskan debiutował w 1949 w barwach Malmö FF. Z klubem tym zdobywał tytuły mistrza kraju. W 1951 - po udanych dla Szwedów mistrzostwach świata w Brazylii - wyjechał do Włoch i grał w AC Legnano (w Serie A i Serie B). W 1958 został graczem Juventusu Turyn. W reprezentacji Szwecji w zagrał 14 razy. Podczas MŚ 50 wystąpił we wszystkich pięciu meczach Szwecji (3 gole).